# Catoprion mentonnier
Catoprion mento
Genre
Espèce
Le catoprion mentonnier (Catoprion mento) est une espèce de poissons de la famille des Serrasalmidae qui se rencontre en Amazonie. C'est la seule espèce du genre Catoprion. Il se nourrit principalement d'écailles d'autres poissons.

## Description

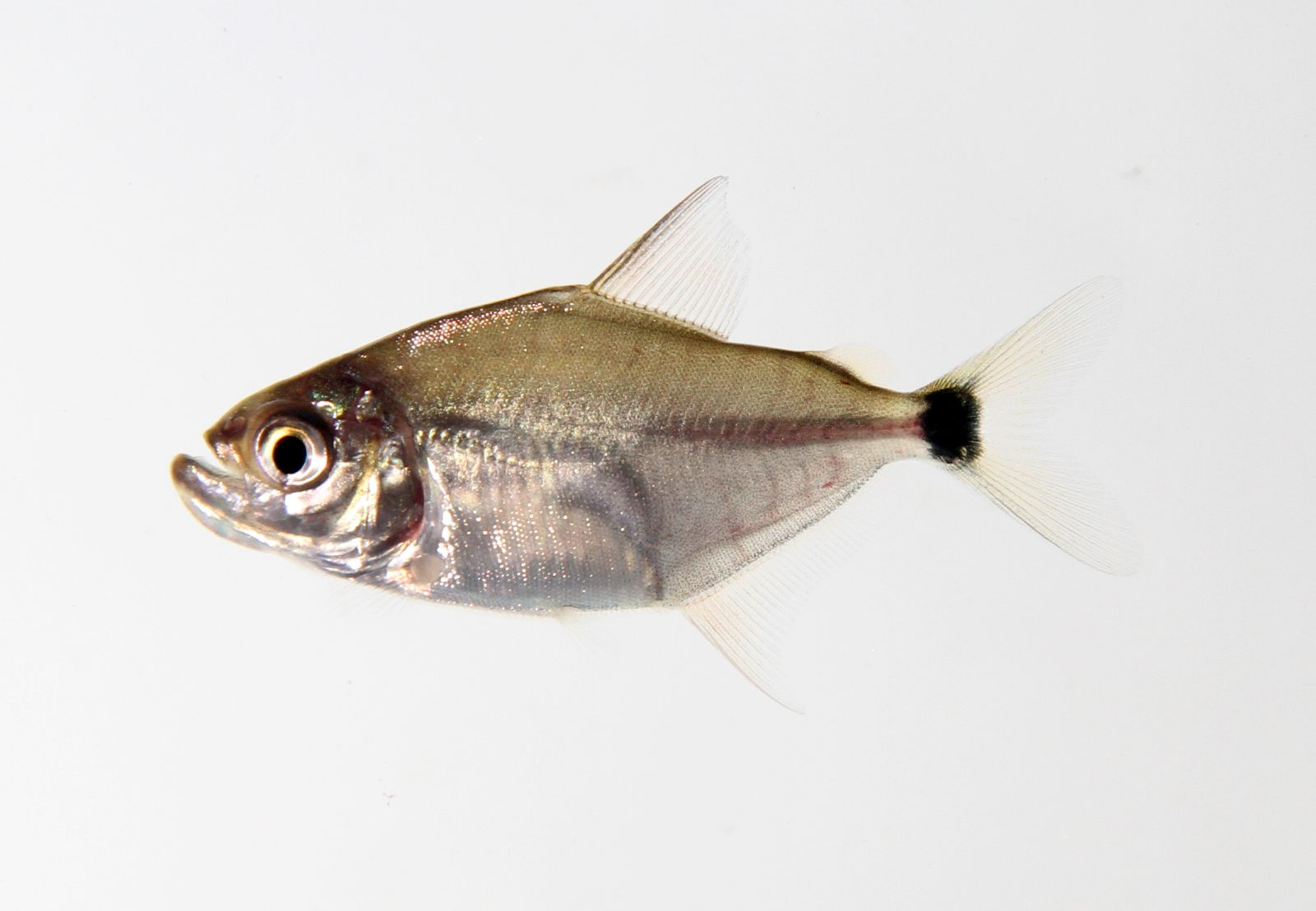
Spécimen juvénile.

Le catoprion mentonnier est de forme rhomboïdale et peut atteindre 15 cm de longueur. La ligne du profil est droite, depuis l'extrémité du menton jusqu'à la nageoire dorsale ; elle se rend ensuite à la queue en faisant quelques ondulations. Le profil de la face est rectiligne et la mâchoire inférieure dépasse la supérieure de toute la largeur de sa branche ; formant un menton en saillie, d'où l'épithète « mentonnier ».
L'opercule est très étroit, le sous-opercule remonte jusqu'au-dessus de l'angle, l'inter-opercule est petit ; lui seul est lisse, tous les autres os sous-orbitaires ou operculaires sont striés. Le limbe est ciselé et un peu caverneux. Le redressement de la mâchoire inférieure rend la fente de la bouche oblique.
Tout le bord supérieur est formé par des inter-maxillaires immobiles, épais, à bord arrondi et sur lesquels sont implantées des dents placées assez irrégulièrement pour qu'on ne puisse pas dire qu'elles sont sur un ou sur deux rangs. La pointe de l'inter-maxillaire est recouverte par le haut du premier sous-orbitaire. La mâchoire inférieure possède sept dents, irrégulières et assez semblables à celles des espèces voisines. Avec un tubercule conique, assez gros et principal, elles ont de chaque côté de leur base de petits talons pointus, que l'on ne voit bien qu'après avoir ôté la lèvre, tant ils sont courts et cachés dans l'épaisseur de ce tégument.
La nageoire dorsale a ses quatre ou cinq premiers rayons prolongés en filaments, qui atteignent jusqu'à l'extrémité de la queue quand ils sont couchés. Le premier inter-épineux de la nageoire porte en avant une très longue épine acérée, carénée en dessus et bifide en arrière. La nageoire adipeuse est assez grande. La nageoire anale est longue et ses premiers rayons, plus allongés que les suivants, la rendent coupée en lame de faux. La caudale est fourchue.

## Répartition géographique
Le catoprion vit dans l'Amazone, l'Orénoque, l'Essequibo et les bassins supérieurs du Paraguay en Amérique du Sud. Cette espèce habite les cours d'eau douce des lacs clairs et d'une végétation submergée abondante.

## Écologie

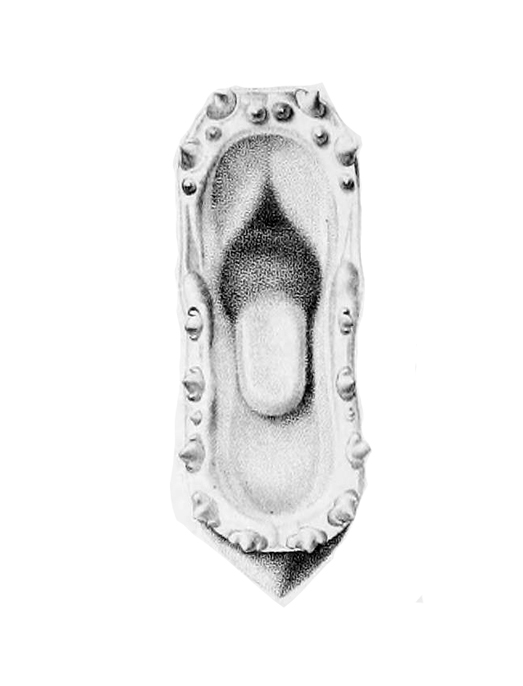
Vue de face de la
denture.

Le catoprion mentonnier possède une denture puissante et peut infliger de graves morsures.
Le régime alimentaire du catoprion mentonnier est l'un des plus spécialisés parmi les poissons car les adultes se nourrissent essentiellement d'écailles (lépidophagie). Dans des conditions de laboratoire, il peut manger des écailles de poissons faisant jusqu'à trois fois sa propre longueur et peut même se nourrir de celles de ses congénères. Comme la plupart des poissons, le catoprion mentonnier se nourrit de petits poissons ou des écailles flottant dans l'eau en les aspirant. Cependant, pour se nourrir d'écailles fixées aux poissons, il percute sa proie afin de les enlever. Les dents sont utilisées pour racler les écailles de la proie. Ces attaques retirent les écailles sans endommager la musculature sous-jacente.

## Taxinomie
Il fut d'abord placé dans le genre Serrasalmus, sous Serrasalmus mento, qui rassemble la plupart des vrais piranhas, par Georges Cuvier en 1819. Mais en raison de la forme de ses dents et  de leur disposition sur la mâchoire supérieure ne formant pas une rangée stricte comme chez les vrais piranhas, Müller et Troschel ont créé le genre monospécifique Catoprion. Cependant, d'après des analyses moléculaires, cette espèce devrait être incluse dans le groupe des vrais piranhas car il est monophylétique.